# Черкаська (річка)
Черкаська — річка в Україні, у Краматорському районі Донецької області. Ліва притока Сухого Торця (лівої притоки Казенного Торця).

## Опис
Довжина річки 15 км, похил річки 5,6  м/км, найкоротша відстань між витоком і гирлом — 13,18  км, коефіцієнт звивистості річки — 1,14 . Площа басейну водозбору 74,1  км². Річка формується 4 загатами.

## Розташування
Бере початок на південно-західній стороні від села Краснопілля. Спочатку тече переважно на південний схід понад Іванівкою, потім тече на південний захід через Новомиколаївку, селище Черкаське і біля Олександрівки впадає у річку Сухий Торець, ліву притоку Казенного Торця.

## Цікавий факт
- У селищі Черкаське річку перетинає залізнична дорога. На лівому березі річки на відстані приблизно 1,65 км розташована станція Шидловська.